# Charles-Lucien Bonaparte
Charles-Lucien Bonaparte, pol. Karol Lucjan Bonaparte (ur. 24 maja 1803 w Paryżu, zm. 29 kwietnia 1857 tamże) – francuski zoolog i ornitolog, książę Canino i Musignano, syn Luciena Bonaparte. Pisał po angielsku, włosku i francusku.

## Życiorys
Urodził się 24 maja 1803 w Paryżu jako najstarszy syn Luciena Bonaparte, brata Napoleona. 
Napoleon, pragnąc by jego rodzeństwo, szczególnie bracia, zawierało małżeństwa z osobami ze starych rodów panujących, nie uznał małżeństwa Luciena z Aleksandryną de Bleschamp i rodzina musiała się schronić przed jego niełaską w Rzymie pod opiekuńcze skrzydła papieża Piusa VII. Tam, w Italii, w czasie wędrówek w okolicach zamku rodzinnego w Canino koło Viterbo przyszły uczony zaczął interesować się przyrodą i szczególnie ornitologią.

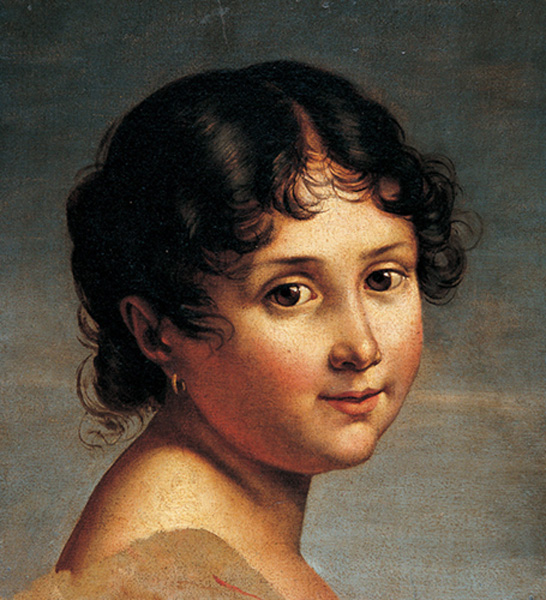
Zénaïde Bonaparte (ok. 1815)

29 czerwca 1822 Charles-Lucien poślubił w Brukseli kuzynkę Zénaïde Bonaparte (1801–1854), jedną z dwóch córek najstarszego z rodzeństwa Bonapartów Józefa, byłego króla Neapolu i Hiszpanii. Młoda para udała się do Stanów Zjednoczonych, gdzie już przebywał Józef Bonaparte. 
Od 1823 do 1826 był aktywnym członkiem Towarzystwa Naukowego w Filadelfii, w 1824 opublikował swój pierwszy artykuł z dziedziny ornitologii.
W latach 1825 do 1833 wydał w Filadelfii swą American Ornithology w czterech tomach, w 1826 dzieło Ornithology of North America. W tym samym roku powrócił z rodziną do Europy i osiedlił się w roku 1828 w Rzymie. W latach 1832–1841 opublikował swe dzieło o faunie włoskiej, Iconographia della Fauna Italica. Został w tych latach członkiem korespondentem Francuskiej Akademii Nauk (Institut de France), Królewskiej Akademii Nauk w Berlinie i uniwersytetu w szwedzkiej Uppsali.
Jako pierwszy dostrzegł możliwości, jakie przyniosła obniżka cen szkła i nowe rozwiązania konstrukcyjne w zakresie budowania oranżerii. W wybudowanej dużej szklarni uprawiał egzotyczne rośliny i zioła, a swoje zbiory sprzedawał aptekarzom.
Nazwisko Bonapartego nadano wielu nowo odkrytym ptakom, m.in. Nothocercus bonapartei, Coeligena bonapartei i Gymnobucco bonapartei. Ornitologia zawdzięcza mu opis 181 gatunków ptaków.
W roku 1840 zmarł ojciec Lucien i Charles-Lucien odziedziczył po nim papieski tytuł księcia Canino i Musignano oraz majątki, które wkrótce sprzedał włoskim książętom Torlonia, tracąc przy tym tytuły związane z tą ordynacją. Z Ameryki wyniósł poglądy demokratyczne; jako przekonany idealista wziął udział w powstaniu rzymskim przeciw władzy papieskiej w Państwie Kościelnym (1847–1849) i przyjął funkcję zastępcy prezydenta republikańskiego Zgromadzenia Ustawodawczego. Po interwencji wojsk francuskich i klęsce powstania udał się na emigrację do Lejdy i potem do Paryża. Od roku 1854 był dyrektorem paryskiego Ogrodu Botanicznego, Jardin des Plantes.
Po śmierci żony Karol Lucjan przyjął na parę lat przed śmiercią święcenia kapłańskie.
Zmarł w Paryżu 29 kwietnia 1857.

## Życie prywatne
Z Zénaïde miał dwanaścioro dzieci, spośród których najbardziej wyróżnił się kardynał Lucien-Louis-Joseph-Napoléon Bonaparte.